# Velká cena Itálie silničních motocyklů 2008
Velká cena Itálie se uskutečnila od 30. – 1. června, 2008 na okruhu Mugello Circuit.

## MotoGP
Valentino Rossi opět nezaváhal a dojel si ve Francii pro své druhé letošní vítězství. Teď na něj čeká domácí trať, na které nenašel přemožitele od roku 2002. Po slibném výkonu ale smolném konci by měla Rossimu sekundovat rovněž domácí továrna Ducati. V Le Mans Caseyho Stonera připravil o nadějný výsledek motor a tým Ducati Marlboro si z Francie odvezl pouhý jeden bod. Nejvíce ale motocyklový svět šokoval Jorge Lorenzo, když i přes zranění dokázal dovést stůj stroj na druhém místě a tým Fiat Yamaha tak završil double.
Stejně jako naposledy v Portugalsku zůstaly týmy na testování ve Francii. Týmy se zaměřily převážně na pneumatiky a vyladění podvozku. Testování se zúčastnily pouze tovární týmy a nejrychlejší kolo se podařilo zajet Danielu Pedrosovi 1:33.106.
Italská továrna Aprilia plánuje návrat do MotoGP.Termín však zatím není znám. Aprilia příští rok vstoupí do Mistrovství světa Superbiků, z MotoGP odešla po neúspěších v roce 2004.
V Itálii bude na divokou kartu startovat testovací jezdec týmu Repsol Honda Tadayuki Okada.Účel jeho představení na toskánském okruhu je ve zkoušce nového motoru Honda s pneumatickými ventily.

### Kvalifikace
| *                                                | *                                                 | *                                               |
| _______1_______ Valentino Rossi Yamaha 1:48.130  |                                                   |                                                 |
|                                                  | _______2_______ Daniel Pedrosa Honda 1:48.297     |                                                 |
|                                                  |                                                   | _______3_______ Loris Capirossi Suzuki 1:48.313 |
| _______4_______ Casey Stoner Ducati 1:48.375     |                                                   |                                                 |
|                                                  | _______5_______ Colin Edwards Yamaha 1:48.383     |                                                 |
|                                                  |                                                   | _______6_______ Nicky Hayden Honda 1:48.666     |
| _______7_______ Jorge Lorenzo Yamaha 1:48.905    |                                                   |                                                 |
|                                                  | _______8_______ James Toseland Yamaha 1:49.025    |                                                 |
|                                                  |                                                   | _______9_______ Shinya Nakano Honda 1:49.095    |
| _______10_______ Alex de Angelis Honda 1:49.145  |                                                   |                                                 |
|                                                  | _______11_______ Chris Vermeulen Suzuki 1:49.220  |                                                 |
|                                                  |                                                   | _______12_______ Randy de Puniet Honda 1:49.246 |
| _______13_______ Andrea Dovizioso Honda 1:49.565 |                                                   |                                                 |
|                                                  | _______14_______ John Hopkins Kawasaki 1:49.601   |                                                 |
|                                                  |                                                   | _______15_______ Tadayuki Okada Honda 1:49.829  |
| _______16_______ Toni Elias Ducati 1:49.851      |                                                   |                                                 |
|                                                  | _______17_______ Sylvain Guintoli Ducati 1:50.275 |                                                 |
|                                                  |                                                   | _______18_______ Marco Melandri Ducati 1:50.465 |
| _______19_______ Anthony West Kawasaki 1:50.889  |                                                   |                                                 |
| ------------------------------------------------ | ------------------------------------------------- | ----------------------------------------------- |

### Závod
| Pozice | #  | Jezdec           | Stroj    | Kola | Čas       | Rošt | Body |
| ------ | -- | ---------------- | -------- | ---- | --------- | ---- | ---- |
| 1      | 46 | Valentino Rossi  | Yamaha   | 23   | 42:31.153 | 1    | 25   |
| 2      | 1  | Casey Stoner     | Ducati   | 23   | +2.201    | 4    | 20   |
| 3      | 2  | Daniel Pedrosa   | Honda    | 23   | +4.867    | 2    | 16   |
| 4      | 15 | Alex de Angelis  | Honda    | 23   | +6.313    | 10   | 13   |
| 5      | 5  | Colin Edwards    | Yamaha   | 23   | +12.530   | 5    | 11   |
| 6      | 52 | James Toseland   | Yamaha   | 23   | +13.806   | 8    | 10   |
| 7      | 65 | Loris Capirossi  | Suzuki   | 23   | +14.447   | 3    | 9    |
| 8      | 4  | Andrea Dovizioso | Honda    | 23   | +15.319   | 13   | 8    |
| 9      | 56 | Shinya Nakano    | Honda    | 23   | +15.327   | 9    | 7    |
| 10     | 7  | Chris Vermeulen  | Suzuki   | 23   | +30.785   | 11   | 6    |
| 11     | 50 | Sylvain Guintoli | Ducati   | 23   | +39.621   | 17   | 5    |
| 12     | 24 | Toni Elias       | Ducati   | 23   | +50.021   | 16   | 4    |
| 13     | 69 | Nicky Hayden     | Honda    | 23   | +50.440   | 6    | 3    |
| 14     | 8  | Tadayuki Okada   | Honda    | 23   | +58.849   | 15   | 2    |
| 15     | 13 | Anthony West     | Kawasaki | 23   | +1:00.736 | 19   | 1    |
| Ret    | 48 | Jorge Lorenzo    | Yamaha   | 6    | Nehoda    | 7    |      |
| Ret    | 21 | John Hopkins     | Kawasaki | 6    | Nehoda    | 14   |      |
| Ret    | 14 | Randy de Puniet  | Honda    | 5    | Kolize    | 12   |      |
| Ret    | 33 | Marco Melandri   | Ducati   | 5    | Kolize    | 18   |      |

### Průběžná klasifikace jezdců a týmů
| Pos | #  | Jezdec           | Stroj  | Body |
| --- | -- | ---------------- | ------ | ---- |
| 1   | 46 | Valentino Rossi  | Yamaha | 122  |
| 2   | 2  | Daniel Pedrosa   | Honda  | 110  |
| 3   | 48 | Jorge Lorenzo    | Yamaha | 94   |
| 4   | 1  | Casey Stoner     | Ducati | 76   |
| 5   | 5  | Colin Edwards    | Yamaha | 58   |
| 6   | 65 | Loris Capirossi  | Suzuki | 51   |
| 7   | 4  | Andrea Dovizioso | Honda  | 44   |
| 8   | 52 | James Toseland   | Yamaha | 43   |
| 9   | 69 | Nicky Hayden     | Honda  | 40   |
| 10  | 56 | Shinya Nakano    | Honda  | 35   |

| Pos | Tým                     | Továrna  | Body |
| --- | ----------------------- | -------- | ---- |
| 1   | Fiat Yamaha Team        | Yamaha   | 216  |
| 2   | Repsol Honda Team       | Honda    | 152  |
| 3   | Tech 3 Yamaha           | Yamaha   | 101  |
| 4   | Ducati Marlboro Team    | Ducati   | 100  |
| 5   | Rizla Suzuki MotoGP     | Suzuki   | 82   |
| 6   | San Carlo Honda Gresini | Honda    | 59   |
| 7   | JiR Team Scot MotoGP    | Honda    | 39   |
| 8   | Alice Team              | Ducati   | 36   |
| 9   | Kawasaki Racing Team    | Kawasaki | 32   |
| 10  | LCR Honda MotoGP        | Honda    | 18   |

| Pos | Továrna  | Body |
| --- | -------- | ---- |
| 1   | Yamaha   | 140  |
| 2   | Honda    | 110  |
| 3   | Ducati   | 81   |
| 4   | Suzuki   | 54   |
| 5   | Kawasaki | 29   |

## 250cc

### Kvalifikace
| *                                                   | *                                                  | *                                                  | *                                                |
| _______1_______ Hector Barbera Aprilia 1:52.675     |                                                    |                                                    |                                                  |
|                                                     | _______2_______ Alvaro Bautista Aprilia 1:53.447   |                                                    |                                                  |
|                                                     |                                                    | _______3_______ Marco Simoncelli Gilera 1:53.611   |                                                  |
|                                                     |                                                    |                                                    | _______4_______ Mika Kallio KTM 1:53.635         |
| _______5_______ Lukáš Pešek Aprilia 1:53.928        |                                                    |                                                    |                                                  |
|                                                     | _______6_______ Manuel Poggiali Gilera 1:54.144    |                                                    |                                                  |
|                                                     |                                                    | _______7_______ Alex Debon Aprilia 1:54.271        |                                                  |
|                                                     |                                                    |                                                    | _______8_______ Thomas Lüthi Aprilia 1:54.376    |
| _______9_______ Mattia Pasini Aprilia 1:54.489      |                                                    |                                                    |                                                  |
|                                                     | _______10_______ Hiroshi Aoyama KTM 1:54.516       |                                                    |                                                  |
|                                                     |                                                    | _______11_______ Yuki Takahashi Honda 1:54.546     |                                                  |
|                                                     |                                                    |                                                    | _______12_______ Hector Faubel Aprilia 1:54.578  |
| _______13_______ Julian Simon KTM 1:54.626          |                                                    |                                                    |                                                  |
|                                                     | _______14_______ Aleix Espargaro Aprilia 1:54.712  |                                                    |                                                  |
|                                                     |                                                    | _______15_______ Fabrizio Lai Gilera 1:54.735      |                                                  |
|                                                     |                                                    |                                                    | _______16_______ Karel Abraham Aprilia 1:54.838  |
| _______17_______ Ratthapark Wilairot Honda 1:55.549 |                                                    |                                                    |                                                  |
|                                                     | _______18_______ Roberto Locatelli Gilera 1:55.888 |                                                    |                                                  |
|                                                     |                                                    | _______19_______ Imre Toth Aprilia 1:56.325        |                                                  |
|                                                     |                                                    |                                                    | _______20_______ Eugene Laverty Aprilia 1:56.990 |
| _______21_______ Alex Baldolini Aprilia 1:57.305    |                                                    |                                                    |                                                  |
|                                                     | _______22_______ Russel Gomez Aprilia 1:58.069     |                                                    |                                                  |
|                                                     |                                                    | _______23_______ Doni Tata Pradita Yamaha 1:58.731 |                                                  |
| --------------------------------------------------- | -------------------------------------------------- | -------------------------------------------------- | ------------------------------------------------ |

### Závod
| Pozice | #  | Jezdec              | Stroj   | Kola | Čas       | Rošt | Body |
| ------ | -- | ------------------- | ------- | ---- | --------- | ---- | ---- |
| 1      | 58 | Marco Simoncelli    | Gilera  | 21   | 40:19.910 | 3    | 25   |
| 2      | 6  | Alex Debon          | Aprilia | 21   | +0.499    | 7    | 20   |
| 3      | 12 | Thomas Lüthi        | Aprilia | 21   | +0.712    | 8    | 16   |
| 4      | 36 | Mika Kallio         | KTM     | 21   | +7.403    | 4    | 13   |
| 5      | 75 | Mattia Pasini       | Aprilia | 21   | +12.542   | 9    | 11   |
| 6      | 15 | Roberto Locatelli   | Gilera  | 21   | +12.790   | 18   | 10   |
| 7      | 17 | Karel Abraham       | Aprilia | 21   | +16.114   | 16   | 9    |
| 8      | 4  | Hiroshi Aoyama      | KTM     | 21   | +17.316   | 10   | 8    |
| 9      | 41 | Aleix Espargaro     | Aprilia | 21   | +19.642   | 14   | 7    |
| 10     | 14 | Ratthapark Wilairot | Honda   | 21   | +19.704   | 17   | 6    |
| 11     | 60 | Julian Simon        | KTM     | 21   | +19.751   | 13   | 5    |
| 12     | 25 | Alex Baldolini      | Aprilia | 21   | +47.360   | 21   | 4    |
| 13     | 50 | Eugene Laverty      | Aprilia | 21   | +47.422   | 20   | 3    |
| 14     | 32 | Fabrizio Lai        | Gilera  | 21   | +1:13.423 | 15   | 2    |
| 15     | 10 | Imre Toth           | Aprilia | 21   | +1:25.891 | 19   | 1    |
| 16     | 7  | Rusel Gomez         | Aprilia | 21   | +1:36.557 | 22   |      |
| 17     | 45 | Doni Tata Pradita   | Yamaha  | 21   | +1:48.224 | 23   |      |
| Ret    | 21 | Hector Barbera      | Aprilia | 19   | Kolize    | 1    |      |
| Ret    | 72 | Yuki Takahashi      | Honda   | 17   | Nehoda    | 11   |      |
| Ret    | 52 | Lukáš Pešek         | Aprilia | 9    | Nehoda    | 5    |      |
| Ret    | 55 | Hector Faubel       | Aprilia | 9    | Nehoda    | 12   |      |
| Ret    | 54 | Manuel Poggiali     | Gilera  | 9    | Nehoda    | 6    |      |
| Ret    | 19 | Alvaro Bautista     | Aprilia | 6    | Nehoda    | 2    |      |

### Průběžná klasifikace jezdců a továren
| Pos | #  | Jezdec           | Stroj   | Body |
| --- | -- | ---------------- | ------- | ---- |
| 1   | 36 | Mika Kallio      | KTM     | 106  |
| 2   | 75 | Mattia Pasini    | Aprilia | 88   |
| 3   | 6  | Alex Debon       | Aprilia | 79   |
| 4   | 58 | Marco Simoncelli | Gilera  | 78   |
| 5   | 4  | Hiroshi Aoyama   | KTM     | 61   |
| 6   | 72 | Yuki Takahashi   | Honda   | 59   |
| 7   | 21 | Hector Barbera   | Aprilia | 53   |
| 8   | 19 | Alvaro Bautista  | Aprilia | 41   |
| 9   | 41 | Aleix Espargaro  | Aprilia | 40   |
| 10  | 60 | Julian Simon     | KTM     | 36   |

| Pos | Továrna | Body |
| --- | ------- | ---- |
| 1   | Aprilia | 131  |
| 2   | KTM     | 106  |
| 3   | Gilera  | 94   |
| 4   | Honda   | 65   |
| 5   | Yamaha  | 1    |

## 125cc

### Kvalifikace
| *                                                     | *                                                  | *                                                  | *                                                       |
| _______1_______ Raffaele de Rosa KTM 1:58.302         |                                                    |                                                    |                                                         |
|                                                       | _______2_______ Gábor Talmácsi Aprilia 1:58.467    |                                                    |                                                         |
|                                                       |                                                    | _______3_______ Mike Di Meglio Derbi 1:58.490      |                                                         |
|                                                       |                                                    |                                                    | _______4_______ Pol Espargaro Derbi 1:58.572            |
| _______5_______ Sergio Gadea Aprilia 1:58.631         |                                                    |                                                    |                                                         |
|                                                       | _______6_______ Sandro Cortese Aprilia 1:58.658    |                                                    |                                                         |
|                                                       |                                                    | _______7_______ Bradley Smith Aprilia 1:58.816     |                                                         |
|                                                       |                                                    |                                                    | _______8_______ Simone Corsi Aprilia 1:58.895           |
| _______9_______ Nicolas Terol Aprilia 1:59.065        |                                                    |                                                    |                                                         |
|                                                       | _______10_______ Tomoyoshi Koyama KTM 1:59.328     |                                                    |                                                         |
|                                                       |                                                    | _______11_______ Stefan Bradl Aprilia 1:59.351     |                                                         |
|                                                       |                                                    |                                                    | _______12_______ Andrea Iannone Aprilia 1:59.382        |
| _______13_______ Stevie Bonsey Aprilia 1:59.395       |                                                    |                                                    |                                                         |
|                                                       | _______14_______ Joan Olive Derbi 1:59.485         |                                                    |                                                         |
|                                                       |                                                    | _______15_______ Takaaki Nakagami Aprilia 1:59.580 |                                                         |
|                                                       |                                                    |                                                    | _______16_______ Scott Redding Aprilia 1:59.700         |
| _______17_______ Danny Webb Aprilia 1:59.880          |                                                    |                                                    |                                                         |
|                                                       | _______18_______ Michael Ranseder Aprilia 1:59.938 |                                                    |                                                         |
|                                                       |                                                    | _______19_______ Randy Krummenacher KTM 2:00.341   |                                                         |
|                                                       |                                                    |                                                    | _______20_______ Esteve Rabat KTM 2:00.540              |
| _______21_______ Stefano Bianco Aprilia 2:00.562      |                                                    |                                                    |                                                         |
|                                                       | _______22_______ Lorenzo Savadori Aprilia 2:00.916 |                                                    |                                                         |
|                                                       |                                                    | _______23_______ Marc Marquez KTM 2:01.384         |                                                         |
|                                                       |                                                    |                                                    | _______24_______ Jules Cluzel Loncin 2:01.657           |
| _______25_______ Efren Vazquez Aprilia 2:01.762       |                                                    |                                                    |                                                         |
|                                                       | _______26_______ Dominique Aegerter Derbi 2:01.799 |                                                    |                                                         |
|                                                       |                                                    | _______27_______ Pablo Nieto KTM 2:01.823          |                                                         |
|                                                       |                                                    |                                                    | _______28_______ Hugo van den Berg Aprilia 2:01.873     |
| _______29_______ Roberto Lacalendola Aprilia 2:01.900 |                                                    |                                                    |                                                         |
|                                                       | _______30_______ Robert Muresan Aprilia 2:02.097   |                                                    |                                                         |
|                                                       |                                                    | _______31_______ Lorenzo Zanetti KTM 2:02.161      |                                                         |
|                                                       |                                                    |                                                    | _______32_______ Pere Tutusaus Aprilia 2:02.195         |
| _______33_______ Robin Lasser Aprilia 2:02.242        |                                                    |                                                    |                                                         |
|                                                       | _______34_______ Gabriele Ferro Honda 2:02.344     |                                                    |                                                         |
|                                                       |                                                    | _______35_______ Riccardo Moretti Honda 2:02.566   |                                                         |
|                                                       |                                                    |                                                    | _______36_______ Ferruccio Lamborghini Aprilia 2:02.779 |
| _______37_______ Louis Rossi Honda 2:03.414           |                                                    |                                                    |                                                         |
|                                                       | _______38_______ Luca Vitali Aprilia 2:04.221      |                                                    |                                                         |
|                                                       |                                                    | _______39_______ Alexis Masbou Loncin 2:21.359     |                                                         |
| ----------------------------------------------------- | -------------------------------------------------- | -------------------------------------------------- | ------------------------------------------------------- |

### Závod
| Pozice | #  | Jezdec                | Stroj   | Kola | Čas       | Rošt | Body |
| ------ | -- | --------------------- | ------- | ---- | --------- | ---- | ---- |
| 1      | 24 | Simone Corsi          | Aprilia | 20   | 39:59.020 | 8    | 25   |
| 2      | 1  | Gábor Talmácsi        | Aprilia | 20   | +0.019    | 2    | 20   |
| 3      | 44 | Pol Espargaro         | Derbi   | 20   | +0.036    | 4    | 16   |
| 4      | 63 | Mike Di Meglio        | Derbi   | 20   | +0.135    | 3    | 13   |
| 5      | 38 | Bradley Smith         | Aprilia | 20   | +0.178    | 7    | 11   |
| 6      | 33 | Sergio Gadea          | Aprilia | 20   | +0.490    | 5    | 10   |
| 7      | 18 | Nicolas Terol         | Aprilia | 20   | +0.832    | 9    | 9    |
| 8      | 11 | Sandro Cortese        | Aprilia | 20   | +3.865    | 6    | 8    |
| 9      | 6  | Joan Olive            | Derbi   | 20   | +3.928    | 14   | 7    |
| 10     | 17 | Stefan Bradl          | Aprilia | 20   | +5.439    | 11   | 6    |
| 11     | 51 | Stevie Bonsey         | Aprilia | 20   | +10.244   | 13   | 5    |
| 12     | 29 | Andrea Iannone        | Aprilia | 20   | +10.447   | 12   | 4    |
| 13     | 35 | Raffaele de Rosa      | KTM     | 20   | +18.366   | 1    | 3    |
| 14     | 45 | Scott Redding         | Aprilia | 20   | +23.201   | 16   | 2    |
| 15     | 60 | Michael Ranseder      | Aprilia | 20   | +24.440   | 18   | 1    |
| 16     | 73 | Takaaki Nakagami      | Aprilia | 20   | +26.631   | 15   |      |
| 17     | 34 | Randy Krummenacher    | KTM     | 20   | +30.629   | 19   |      |
| 18     | 7  | Efren Vazquez         | Aprilia | 20   | +30.730   | 25   |      |
| 19     | 93 | Marc Marquez          | KTM     | 20   | +33.868   | 23   |      |
| 20     | 8  | Lorenzo Zanetti       | KTM     | 20   | +36.928   | 31   |      |
| 21     | 30 | Pere Tutusaus         | Aprilia | 20   | +49.951   | 32   |      |
| 22     | 40 | Lorenzo Savadori      | Aprilia | 20   | +50.038   | 22   |      |
| 23     | 16 | Jules Cluzel          | Loncin  | 20   | +50.040   | 24   |      |
| 24     | 77 | Dominique Aegerter    | Derbi   | 20   | +50.052   | 26   |      |
| 25     | 12 | Esteve Rabat          | KTM     | 20   | +56.360   | 20   |      |
| 26     | 47 | Riccardo Moretti      | Honda   | 20   | +1:06.247 | 35   |      |
| 27     | 5  | Alexis Masbou         | Loncin  | 20   | +1:06.566 | 39   |      |
| 28     | 21 | Robin Lasser          | Aprilia | 20   | +1:06.982 | 33   |      |
| 29     | 56 | Hugo van den Berg     | Aprilia | 20   | +1:09.266 | 28   |      |
| 30     | 42 | Luca Vitali           | Aprilia | 20   | +1:10.551 | 38   |      |
| 31     | 43 | Gabriele Ferro        | Honda   | 20   | +1:10.567 | 34   |      |
| 32     | 69 | Louis Rossi           | Honda   | 20   | +1:36.451 | 37   |      |
| 33     | 39 | Ferruccio Lamborghini | Aprilia | 20   | +1:39.883 | 36   |      |
| 34     | 95 | Robert Muresan        | Aprilia | 18   | +2 kola   | 30   |      |
| Ret    | 99 | Danny Webb            | Aprilia | 19   | Nehoda    | 17   |      |
| Ret    | 71 | Tomoyoshi Koyama      | KTM     | 16   | Porucha   | 10   |      |
| Ret    | 19 | Roberto Lacalendola   | Aprilia | 11   | Porucha   | 29   |      |
| Ret    | 22 | Pablo Nieto           | KTM     | 8    | Porucha   | 27   |      |
| Ret    | 27 | Stefano Bianco        | Aprilia | 2    | Nehoda    | 21   |      |

### Průběžné pořadí jezdců a týmů
| Pos | #  | Jezdec         | Stroj   | Body |
| --- | -- | -------------- | ------- | ---- |
| 1   | 24 | Simone Corsi   | Aprilia | 87   |
| 2   | 63 | Mike Di Meglio | Derbi   | 87   |
| 3   | 18 | Nicolas Terol  | Aprilia | 75   |
| 4   | 6  | Joan Olive     | Derbi   | 65   |
| 5   | 17 | Stefan Bradl   | Aprilia | 64   |
| 6   | 44 | Pol Espargaro  | Derbi   | 55   |
| 7   | 1  | Gábor Talmácsi | Aprilia | 52   |
| 8   | 29 | Andrea Iannone | Aprilia | 47   |
| 9   | 58 | Bradley Smith  | Aprilia | 47   |
| 10  | 33 | Sergio Gadea   | Aprilia | 42   |

| Pos | Továrna | Body |
| --- | ------- | ---- |
| 1   | Aprilia | 145  |
| 2   | Derbi   | 109  |
| 3   | KTM     | 30   |
| 4   | Loncin  | 1    |

| Předchozí Velká cena: Velká cena Francie 2008 | Mistrovství světa silničních motocyklů 2008 | Následující Velká cena: Velká cena Katalánska 2008 |
| Předchozí ročník: Velká cena Itálie 2007      | Velká cena Itálie                           | Následující ročník: Velká cena Itálie 2009         |